# Zmajevo oko
Zmajevo oko este o arie protejată (sit de importanță comunitară — SCI) din Croația întinsă pe o suprafață de 0,98 ha, integral pe uscat.

## Localizare
Centrul sitului Zmajevo oko este situat la coordonatele 43°31′51″N 15°57′32″E / 43.530855°N 15.959002°E.

## Înființare
Situl Zmajevo oko a fost declarat sit de importanță comunitară în iulie 2013 pentru a proteja un număr necunoscut de specii din flora spontană și fauna sălbatică aflate în arealul zonei.

## Biodiversitate
Situată în ecoregiunea mediteraneană, aria protejată conține 2 habitate naturale: Peșteri marine scufundate complet sau parțial, Lagune de coastă.
La baza desemnării sitului se află un număr nedeclarat de specii protejate.